# Брелиди
Брелиди́ (фр. Brélidy, брет. Brelidi) — коммуна во Франции, находится в регионе Бретань. Департамент — Кот-д’Армор. Входит в состав кантона Бегар. Округ коммуны — Генган.
Код INSEE коммуны — 22018.

## География
Коммуна расположена приблизительно в 410 км к западу от Парижа, в 130 км северо-западнее Ренна, в 37 км к северо-западу от Сен-Бриё.

## Население
Население коммуны на 2008 год составляло 301 человек.
| 1962 | 1968 | 1975 | 1982 | 1990 | 1999 | 2008 | 2016 |
| ---- | ---- | ---- | ---- | ---- | ---- | ---- | ---- |
| 312  | 357  | 316  | 336  | 325  | 335  | 301  | 299  |

## Администрация
| Период      | Период      | Фамилия          | Партия        | Примечания |
| ----------- | ----------- | ---------------- | ------------- | ---------- |
| 1971        | 1991        | Жан Буже         | Разные левые  | фермер     |
| 1991        | 1995        | Анри Буже        | Разные левые  | фермер     |
| 1995        | 2006        | Пьер-Ив Перен    | Разные левые  |            |
| январь 2006 | ноябрь 2006 | Эжен Крёрер      |               | фермер     |
| 2006        | 2014        | Пьер-Мари Гарель | Разные правые |            |

## Экономика
В 2007 году среди 200 человек в трудоспособном возрасте (15—64 лет) 148 были экономически активными, 52 — неактивными (показатель активности — 74,0 %, в 1999 году было 64,5 %). Из 148 активных работали 139 человек (74 мужчины и 65 женщин), безработных было 9 (4 мужчины и 5 женщин). Среди 52 неактивных 15 человек были учениками или студентами, 25 — пенсионерами, 12 были неактивными по другим причинам.

## Достопримечательности
- Замок Брелиди (XVI век)[3]
- Усадьба Лезюэль[4]
- Усадьба Кервезью

## Фотогалерея

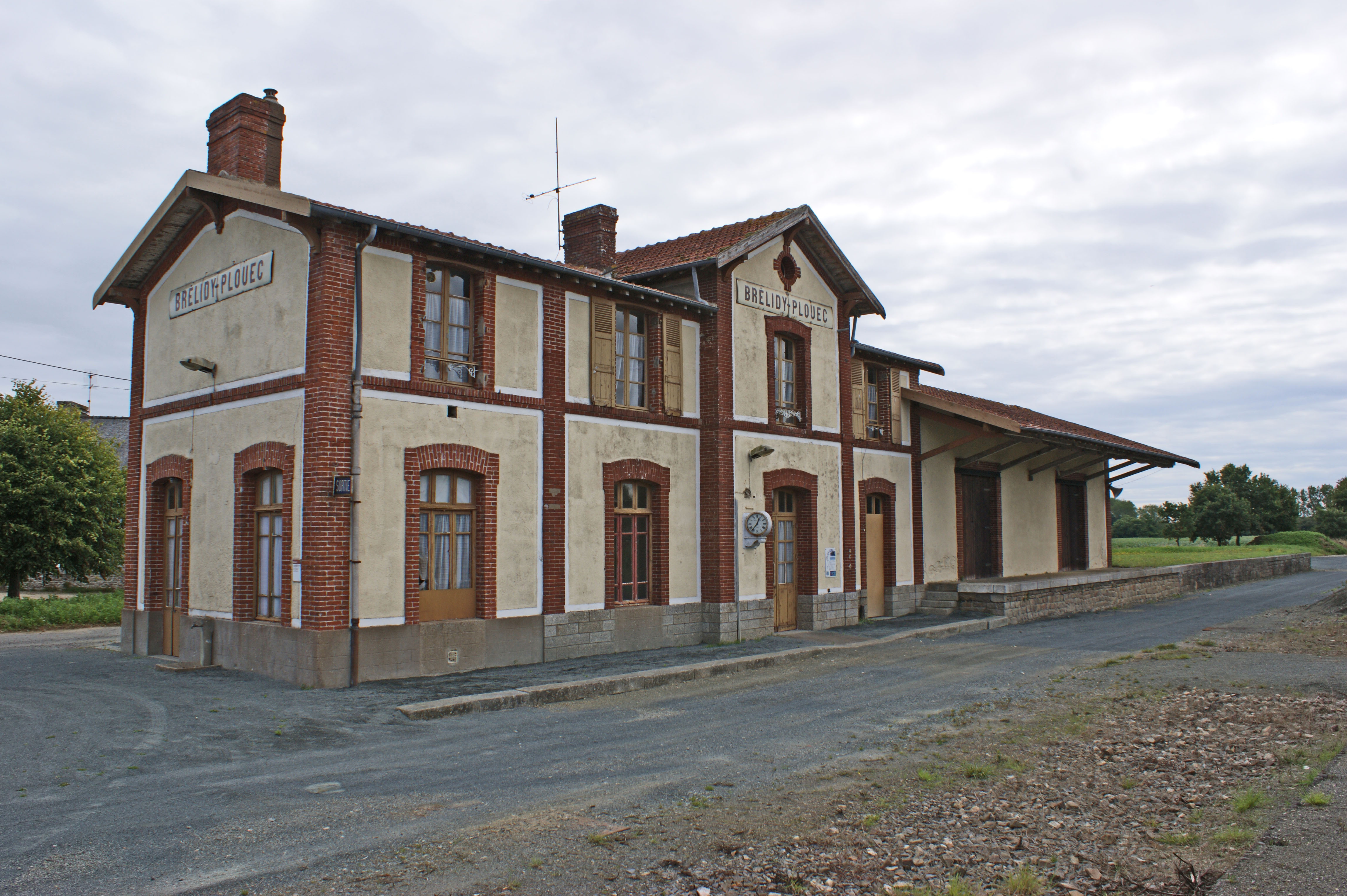
Вокзал
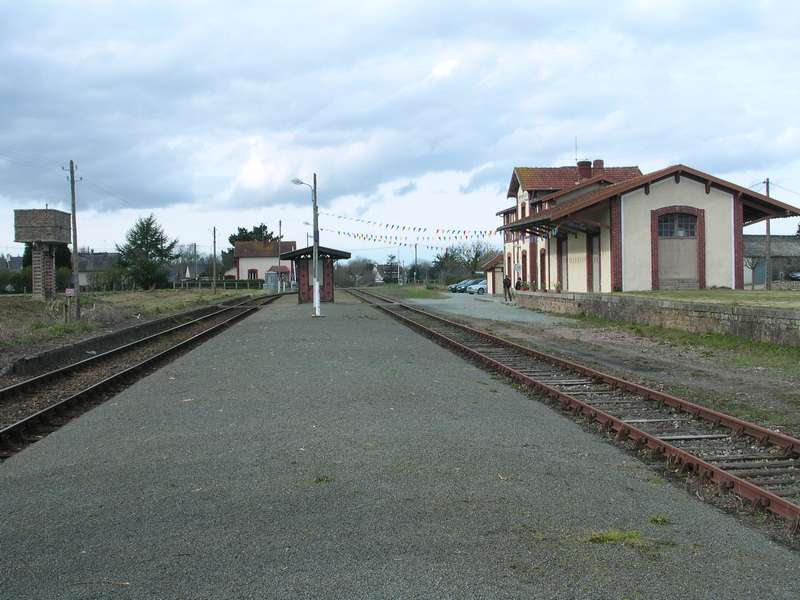
Вокзал
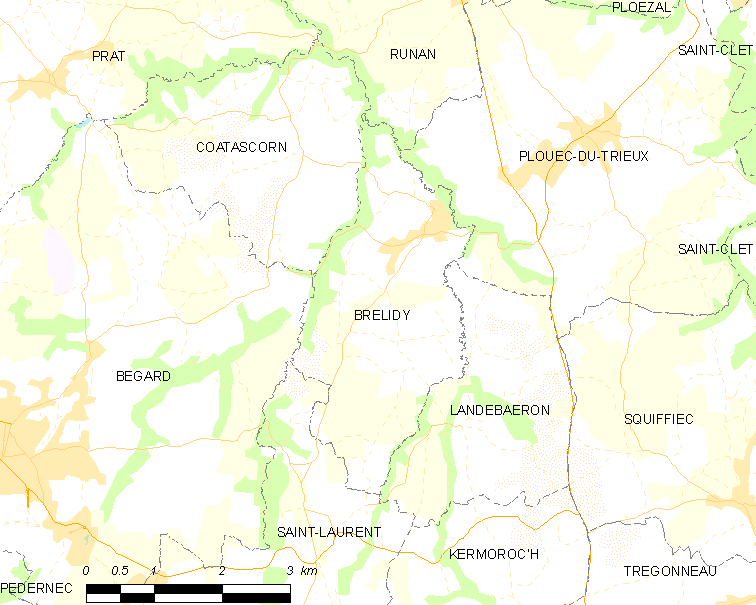
Карта коммуны